# Alcalose de contração
Alcalose de contração refere-se ao aumento no pH sanguíneo que ocorre como resultado de perdas líquidas. A mudança no pH é especialmente pronunciada com perdas fluidas ácidas causadas por problemas como vômitos.